# Marko Lackner
Marko Lackner (Klagenfurt, 23 maart 1972) is een Oostenrijkse sopraansaxofonist, componist, arrangeur, bigband-leider en educator in de jazz.
Sinds 1986 studeerde Lackner aan het conservatorium in Klagenfurt en sinds 1990 jazzsaxofoon en compositie aan het conservatorium van Graz. Ook studeerde hij in Keulen. Hij heeft gespeeld of speelt nog steeds in allerlei orkesten en combo's, waaronder Bundesjazzorchester, de WDR Big-Band, SWR Big-Band, het New Art Orchestra van Bob Brookmeyer en een gezelschap van Peter Herbolzheimer. Ook was hij gastdirigent van verschillende radio- en televisiebigbands en bijvoorbeeld het Bundesjazzorchester. Hij gaf les in Brühl en Dresden en in 2003 en 2004 was hij docent jazztheorie aan het conservatorium van Maastricht. Sinds maart 2009 geeft hij les in Würzburg. Als componist heeft hij veel werken in opdracht gecomponeerd, zoals voor Jazz Big Band Graz, SWR Big-Band, NDR Bigband en hr-Bigband. In compositiewedstrijden heeft hij enkele keren gewonnen, zo pakte hij in 2006 de WDR-Jazzpreis voor compositie. Hij heeft als componist of muzikant meegwerkt aan albums van onder meer Mark Murphy, Frank Reinshagen, Ed Partyka en Brookmeyer. In 2005 verscheen zijn eerste cd onder eigen naam, Awakening.

## Discografie
- Awakening, Between the Lines/Double Moon, 2005

- Gemeinsame Normdatei: 135467470
- International Standard Name Identifier: 0000 0000 5853 4567
- MusicBrainz: 0a07669b-8c4d-46bd-b002-c23106c2f86b
- Virtual International Authority File: 80203065
- WorldCat: E39PBJyGXVxjFtHw4QKh7XTGpP